# طوفان یخ (فیلم)
طوفان یخ (انگلیسی: The Ice Storm) فیلم درام آمریکایی به کارگردانی انگ لی است که در سال ۱۹۹۷ منتشر شد.

## بازیگران
- کوین کلاین
- جوآن آلن
- سیگورنی ویور
- کریستینا ریچی
- الیجاه وود
- هنری چرنی
- توبی مگوایر
- آدام هان-برد
- جیمی شریدن
- دیوید کرامهولتز
- کیتی هلمز
- آلیسون جانی
- کالین کمپ
- کیت بارتون
- جاناتان فریمن